# Heather Roffey
Heather Claire Roffey (sinh ngày 30 tháng 9 năm 1986) là một cựu vận động viên bơi lội người Quần đảo Cayman, chuyên về các nội dung tự do và bơi bướm đường dài. Cô trở thành một trong những người bơi đầu tiên và là nữ duy nhất trong lịch sử đại diện cho Quần đảo Cayman tại Thế vận hội Mùa hè 2004 ở Athens, cùng với Shaune Fraser và Andrew Mackay.
Tại Thế vận hội đầu tiên của mình, Roffey đủ điều kiện cho hai sự kiện bơi lội với ba ngày ở giữa. Cô đã đăng thời gian nhập cảnh tiêu chuẩn B của FINA là 9: 01,41 (tự do 800 m) và 2: 17,70 (200 m bướm) từ Cuộc họp siêu bơi ở Charlotte, Bắc Carolina. Trong bơi bướm 200 m, Roffey đã thách thức bảy người bơi khác trong đợt nắng nóng đầu tiên, bao gồm Maria Bulakhova, 15 tuổi của Nga. Cô ấy đã xóa một rào cản 2:20 để giành vị trí thứ năm và thứ ba mươi trong tổng thể 2: 19.34, chỉ gần hai giây sau khi nhập cảnh. Trong sự kiện thứ hai của cô, 800 m tự do, Kwon đã đặt tổng thể thứ hai mươi lăm vào buổi sơ khảo của buổi sáng. Bơi một lần nữa trong cơn nóng, cô đua đến vị trí thứ tư với tỷ lệ chênh lệch 3,07 giây sau người chiến thắng Golda Marcus của El Salvador với thời gian 9:02,88.
Roffey cũng là một thành viên của Câu lạc bộ bơi trường học ở Jacksonville, Florida, và là một vận động viên bơi lội khốn khổ cho South Carolina Gamecocks, dưới sự huấn luyện của cô, Jeff Poppell và Donald Gibb. Năm 2007, cô tốt nghiệp Đại học South Carolina ở Columbia, với bằng cử nhân kế toán.